# Списак комеморативних кованица Русије (1998.)
Ово је списак комеморативних новчића које је издала Централна банка Русије 1998. године:
| Комеморативни новчићи које је издала Централна банка Русије 1998. године | Комеморативни новчићи које је издала Централна банка Русије 1998. године | Комеморативни новчићи које је издала Централна банка Русије 1998. године | Комеморативни новчићи које је издала Централна банка Русије 1998. године | Комеморативни новчићи које је издала Централна банка Русије 1998. године | Комеморативни новчићи које је издала Централна банка Русије 1998. године | Комеморативни новчићи које је издала Централна банка Русије 1998. године |
| ------------------------------------------------------------------------ | ------------------------------------------------------------------------ | ------------------------------------------------------------------------ | ------------------------------------------------------------------------ | ------------------------------------------------------------------------ | ------------------------------------------------------------------------ | ------------------------------------------------------------------------ |
| Назив                                                                    | Датум издавања                                                           | Каталошки број                                                           | Номинална вредност                                                       | Укупно исковано                                                          | Слика (напред)                                                           | Слика (иза)                                                              |
|                                                                          |                                                                          |                                                                          |                                                                          |                                                                          |                                                                          |                                                                          |
| Светске игре младих                                                      | 28. мај 1998                                                             | 5109-0030                                                                | 1 рубља                                                                  | 25,000                                                                   |                                                                          |                                                                          |
| Светске игре младих                                                      | 28. мај 1998                                                             | 5109-0031                                                                | 1 рубља                                                                  | 25,000                                                                   | Датотека:5109-0031-front.gif                                             |                                                                          |
| Светске игре младих                                                      | 28. мај 1998                                                             | 5109-0032                                                                | 1 рубља                                                                  | 25,000                                                                   | Датотека:5109-0031-front.gif                                             |                                                                          |
| Светске игре младих                                                      | 28. мај 1998                                                             | 5109-0033                                                                | 1 рубља                                                                  | 25,000                                                                   | Датотека:5109-0031-front.gif                                             |                                                                          |
| Светске игре младих                                                      | 28. мај 1998                                                             | 5109-0034                                                                | 1 рубља                                                                  | 25,000                                                                   | Датотека:5109-0031-front.gif                                             |                                                                          |
| Светске игре младих                                                      | 28. мај 1998                                                             | 5109-0035                                                                | 1 рубља                                                                  | 25,000                                                                   | Датотека:5109-0031-front.gif                                             |                                                                          |
| Година људских права у Руској Федерацији                                 | 10. децембар 1998                                                        | 5111-0064                                                                | 3 рубље                                                                  | 15,000                                                                   |                                                                          |                                                                          |
| Серија: истакнуте личности Русије                                        |                                                                          |                                                                          |                                                                          |                                                                          |                                                                          |                                                                          |
| 135. годишњица рођења Константина Станиславског                          | 19. јануар 1998                                                          | 5110-0021                                                                | 2 рубље                                                                  | 15,000                                                                   |                                                                          |                                                                          |
| 135. годишњица рођења Константина Станиславског                          | 19. јануар 1998                                                          | 5110-0022                                                                | 2 рубље                                                                  | 15,000                                                                   |                                                                          |                                                                          |
| 100. годишњица рођења Сергеја Ајзенштајна                                | 23. јануар 1998                                                          | 5110-0023                                                                | 2 рубље                                                                  | 15,000                                                                   |                                                                          |                                                                          |
| 100. годишњица рођења Сергеја Ајзенштајна                                | 23. јануар 1998                                                          | 5110-0024                                                                | 2 рубље                                                                  | 15,000                                                                   |                                                                          |                                                                          |
| 150 година од рођења Виктора Васнецова                                   | 14. мај 1998                                                             | 5110-0025                                                                | 2 рубље                                                                  | 15,000                                                                   |                                                                          |                                                                          |
| 150 година од рођења Виктора Васнецова                                   | 14. мај 1998                                                             | 5110-0026                                                                | 2 рубље                                                                  | 15,000                                                                   |                                                                          |                                                                          |
| Серија: Црвена књига Руске Федерације                                    |                                                                          |                                                                          |                                                                          |                                                                          |                                                                          |                                                                          |
| Гуштер                                                                   | 29. септембар 1998                                                       | 5109-0036                                                                | 1 рубља                                                                  | 15,000                                                                   | Датотека:5109-0036-front.gif                                             |                                                                          |
| Морж                                                                     | 29. септембар 1998                                                       | 5109-0037                                                                | 1 рубља                                                                  | 15,000                                                                   | Датотека:5109-0036-front.gif                                             |                                                                          |
| Гуска                                                                    | 29. септембар 1998                                                       | 5109-0038                                                                | 1 рубља                                                                  | 15,000                                                                   | Датотека:5109-0036-front.gif                                             |                                                                          |
| Серија: Архитектонски споменици Русије                                   |                                                                          |                                                                          |                                                                          |                                                                          |                                                                          |                                                                          |
| 100 година од руског музеја                                              | 23. јун 1998                                                             | 5111-0058                                                                | 3 рубље                                                                  | 15,000                                                                   |                                                                          |                                                                          |
| 100 година од руског музеја                                              | 23. јун 1998                                                             | 5111-0059                                                                | 3 рубље                                                                  | 15,000                                                                   |                                                                          |                                                                          |
| 100 година од руског музеја                                              | 23. јун 1998                                                             | 5111-0060                                                                | 3 рубље                                                                  | 15,000                                                                   |                                                                          |                                                                          |
| 100 година од руског музеја                                              | 23. јун 1998                                                             | 5111-0061                                                                | 3 рубље                                                                  | 15,000                                                                   |                                                                          |                                                                          |
| Нилова испосница                                                         | 1. септембар 1998                                                        | 5111-0062                                                                | 3 рубље                                                                  | 15,000                                                                   |                                                                          |                                                                          |
| Савино-Сторожевски манастир                                              | 26. новембар 1998                                                        | 5111-0063                                                                | 3 рубље                                                                  | 5,000                                                                    |                                                                          |                                                                          |